# دانیله فیکایا
دانیله فیکایا (انگلیسی: Daniele Ficagna؛ زادهٔ ۲۱ فوریهٔ ۱۹۸۱) بازیکن فوتبال اهل ایتالیا است.
از باشگاه‌هایی که در آن بازی کرده‌است می‌توان به باشگاه فوتبال اسپتزیا، باشگاه فوتبال فیورنتینا، باشگاه فوتبال فروزینونه، باشگاه فوتبال ویرتوس لانچانو، باشگاه فوتبال روبور سیه‌نا، باشگاه فوتبال چزنا، و باشگاه فوتبال امپولی اشاره کرد.